# Energetická špička
Energetická špička je pojem z oboru energetiky, kterým se rozumí zvýšený odběr elektrické energie v jistém čase, během dne.
Jde hlavně o čas kdy lidé například hromadně zapínají elektrické sporáky, nebo elektrické vařiče v době před obědem (kdy lidé vaří takřka ve stejnou dobu), což je neovlivnitelná špička[zdroj?]. Mezi ovlivnitelné špičky patří např. spínání spotřebičů přes HDO (hromadné dálkové ovládání), kde se spínají ohřívače TUV (teplé užitkové vody), přímotopy, akumulační kamna, atd. Tyhle spotřebiče se taky odpojují právě v období neovlivnitelných špiček, aby nedocházelo ke zbytečnému přetížení rozvodné sítě.
Ještě stojí za zmínku špička po zapnutí veřejného osvětlení, která je taky možnou argumentací pro letní čas. V tomto případě jde ale zhola o nesmysl[zdroj?], protože veřejné osvětlení se zapíná od soumraku do svítání. Argumentovat by se ještě dalo tím, že lidi díky delšímu dni později zapínají umělé osvětlení. Jenže v porovnání s průmyslovými odběry, odběry železnice a podobně, je tento rozdíl zanedbatelný.
Výše uvedený text je náplní učiva, tříletého učebního oboru: Elektrikář - silnoproud